# روپرت پنری-جونز
روپرت پنری-جونز (انگلیسی: Rupert Penry-Jones؛ زادهٔ ۲۲ سپتامبر ۱۹۷۰) هنرپیشه اهل بریتانیا است.
از فیلم‌هایی که وی در آن نقش داشته‌است می‌توان به امتیاز نهایی، هیلاری و جکی، ویتا و ویرجینیا و مزرعه سرد آرامش اشاره کرد.